# Plaza Miranda (Manila)
La plaza Miranda  es una plaza pública circundada por el bulevar Quezón, la calle Felix Resurrección Hidalgo y la calle Evangelista en Quiapo, Manila, Filipinas. Se trata de un espacio que está al frente de la basílica menor del Nazareno Negro (Iglesia de Quiapo), una de las principales iglesias de la ciudad de Manila, y es considerada como el centro de Quiapo en su conjunto. Inaugurada en su forma actual por el Alcalde Arsenio Lacson en 1961, lleva el nombre de José Sandino y Miranda, que se desempeñó como Secretario de hacienda de Filipinas entre 1853 y 1864.
Considerado como el centro del discurso político de Filipinas antes de la imposición de la ley marcial en 1972, la plaza fue el escenario del ataque de la plaza Miranda de 1971, donde se lanzaron dos granadas en un mitin político del Partido Liberal, matando a nueve personas.